# Pino Daniele
Pino Daniele (Nápoly, 1955. március 19. – Róma, 2015. január 4.) Giuseppe Daniele néven született olasz énekes, dalszerző és zenész. Hatása számos műfajra kiterjedt, beleértve a popot, a bluest, a dzsesszt, valamint az olasz és közel-keleti zenét.

## Élete
Munkáscsaládban született Nápolyban,  apja a kikötőben dolgozott. Autodidakta gitárosként az 1970-es évek más sikeres énekesek kísérőjeént kezdte pályafutását. Az olasz zenei világban 1977-ben debütált a Terra mia című albummal, amely a nápolyi hagyomány és a blues-os hangzások sikeres keverékének bizonyult. Daniele a „tarumbò” kifejezéssel határozta meg zenéjét, amely a tarantella, a blues és a rumba keverékét jelentette. Szövegei kritikai dicséretet is nápolyi nyelven írva és elénekelve erős és keserű vádakat tartalmaztak Nápoly társadalmi igazságtalanságai, valamint általában az olasz társadalom visszásságai ellen, és melankolikus személyes témákat is tartalmaztak. A későbbi dalok közül többre jellemző az angol, olasz és nápolyi szövegrészek szabad keveredése.
Daniele tehetségét megerősítette a következő album, a Pino Daniele (1979). Legnagyobb sikerét 1980-ban aratta Nero a metàval ('Félfekete bőrű'), amelyet egyes szaktekintélyek a nápolyi dal újjászületésének jeleként tartottak számon. Ebben az évben Daniele megnyitotta Bob Marley koncertjét a milánói San Siro stadionban. 1981-ben megjelent a Vai Mo. A nápolyi zenei közeg legnevesebb zenészeinek – köztük James Senese, Enzo Avitabile, Tullio De Piscopo és Tony Esposito – jelenlétét is széles körben dicsérték az albumain.
1982-ben Daniele áttért a világzene személyes és korai változatára: a Bella 'mbrianában olyan zenészek jelentek meg vendégjátékosként, mint Alphonso Johnson és Wayne Shorter. A következő évben koncertet adott Havannában, majd latin-amerikai zenekart alapított. 1983-ban együttműködött Richie Havens amerikai énekes/gitárossal a Common Ground című albumon, amelyet együtt írtak és játszottak. Az arab zene iránti érdeklődését a Bonne Soirée (1987) hangsúlyozza, míg az ezt követő Schizzechea With Love (1988) inkább mediterrán jellegű volt. Ugyanebben az évben együttműködést kezdett Massimo Troisi olasz színész-rendezővel: Daniele elkészítette Troisi Le vie del Signore sono finite és Pensavo fosse amore invece era un calesse című filmjeinek zenéjét.